# 夏多布里昂牛排
夏多布里昂牛排（法語：Chateaubriand，發音：[ʃatobʁijɑ̃] ⓘ）是一道使用大块菲力（牛里脊）前片，夹在两小块肉（在烹饪后丢弃）之间烤制的菜肴。 该术语最初指的是菜肴的制备方式，但是后来奥古斯特·埃斯科菲耶将牛里脊的前片命名为夏多布里昂。
在19世纪美食中，夏多布里昂牛排可以从沙朗牛排中切下， 并配上一种名为夏多布里安酱或类似的调味汁，这种调味汁是用白葡萄酒和火葱调制，并与黄油、龙蒿和柠檬汁混合。传统上，它也与蘑菇一起食用。

## 词源

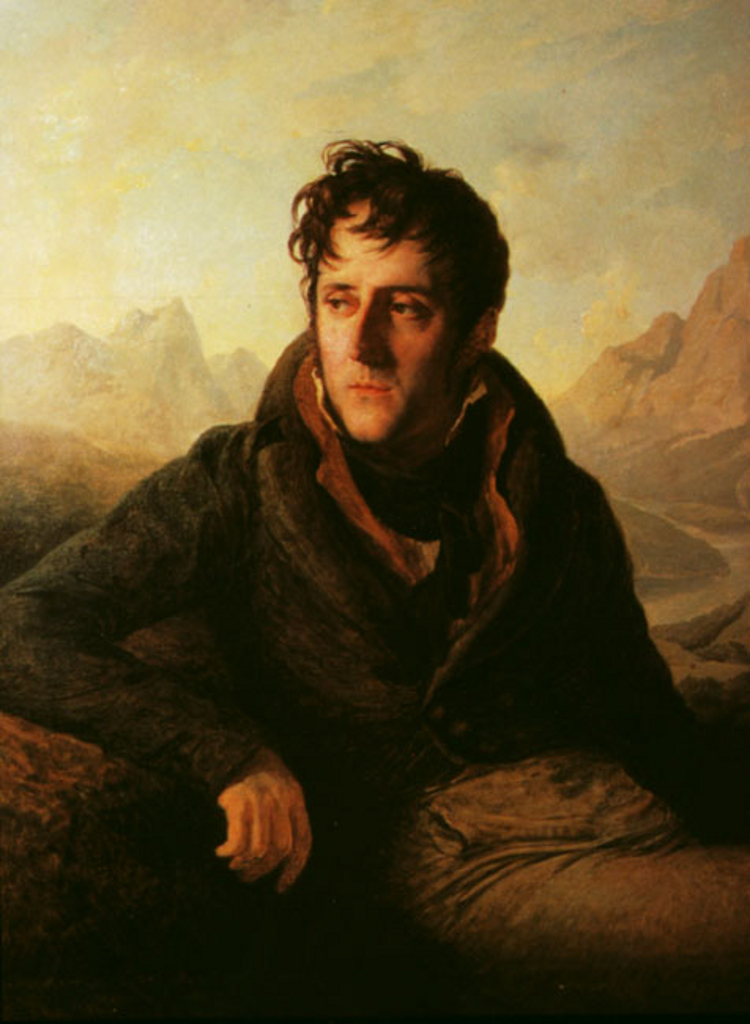
弗朗索瓦-勒内·德·夏多布里昂

为菜肴命名的一种常见方式是以人名命名。例如，三明治 — 两片面包中间夹着馅料 — 得名于第四代三明治伯爵約翰·孟塔古。类似的例子如意式生肉片（carpaccio）得名于意大利画家维托雷·卡帕齐奥，而夏多布里昂牛排得名于法国作家弗朗索瓦-勒内·德·夏多布里昂。这道菜保留了大写字母，而其他例子则不再保留其姓氏来源。
关于最初的菜肴有几个故事 。菜肴通常由著名厨师发明 。《拉鲁斯美食百科全书》（Larousse Gastronomique）记述“夏多布里昂”这道菜起源于法国，是由弗朗索瓦-勒内·德·夏多布里昂子爵的厨师蒙米雷伊（Montmireil）为子爵制作，当时（1822年）任法国驻英国大使。蒙米雷伊还创制了最初被称为“夏多布里昂布丁”（pudding a la Chateaubriand）的东西，后来简称为“外交官布丁”（pudding diplomate）。 。子爵姓氏的另一种拼写是“Châteaubriant”，《美食学院词典》 （Dictionnaire de l'Académie des Gastronomes）认为是指牛肉的来源，是在法国大西洋卢瓦尔省的沙托布里扬镇上饲养。
最初，该术语本身是指肉的制备方式；然而，到了19世纪70年代，该词被引入英语时，已转指牛排或肉块本身。蒙米雷伊最初是在两小块肉之间烤制夏多布里昂牛排。 这种技术提升了牛排的风味和多汁性。